# 니트라구

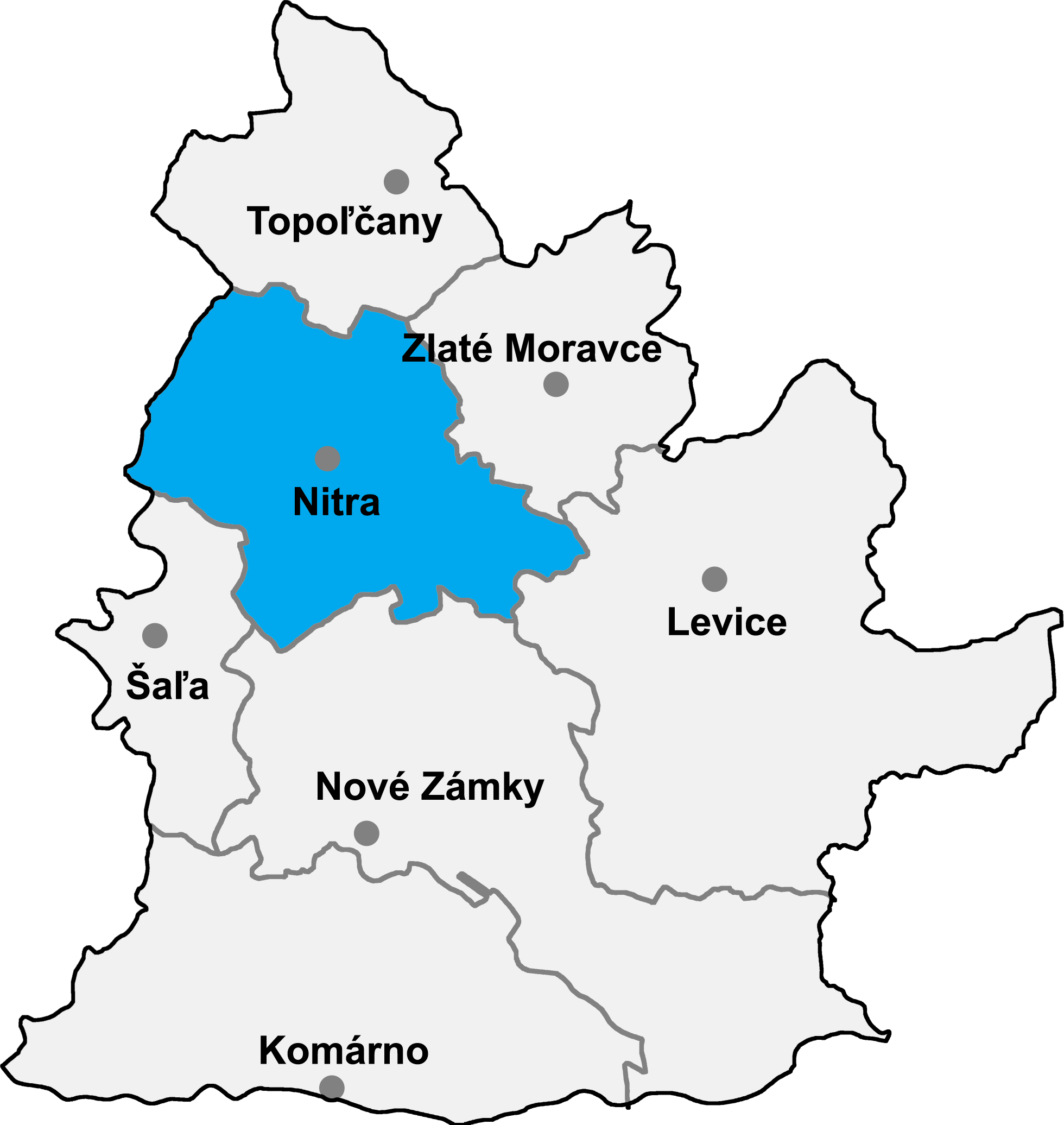
니트라구의 위치

니트라구(슬로바키아어: Okres Nitra)는 슬로바키아 니트라주를 구성하는 7개 구 가운데 하나로 행정 중심지는 니트라이며 면적은 870.73km2, 인구는 160,241명(2014년 기준), 인구 밀도는 184.03명/km2이다.
니트라주 서부에 위치하며 62개 지방 자치체(2개 시, 60개 마을)를 관할한다. 북쪽으로는 토폴차니구, 북동쪽으로는 즐라테모라우체구, 동쪽으로는 레비체구, 남쪽으로는 노베잠키구, 북서쪽으로는 샬랴구, 서쪽으로는 트르나바주 갈란타구, 흘로호베츠구와 접한다.